# Cimone della Bagozza
Il Cimone della Bagozza (La Bagòsa in bergamasco) è una montagna di 2407 metri delle Prealpi Bergamasche.

## Descrizione

### Localizzazione

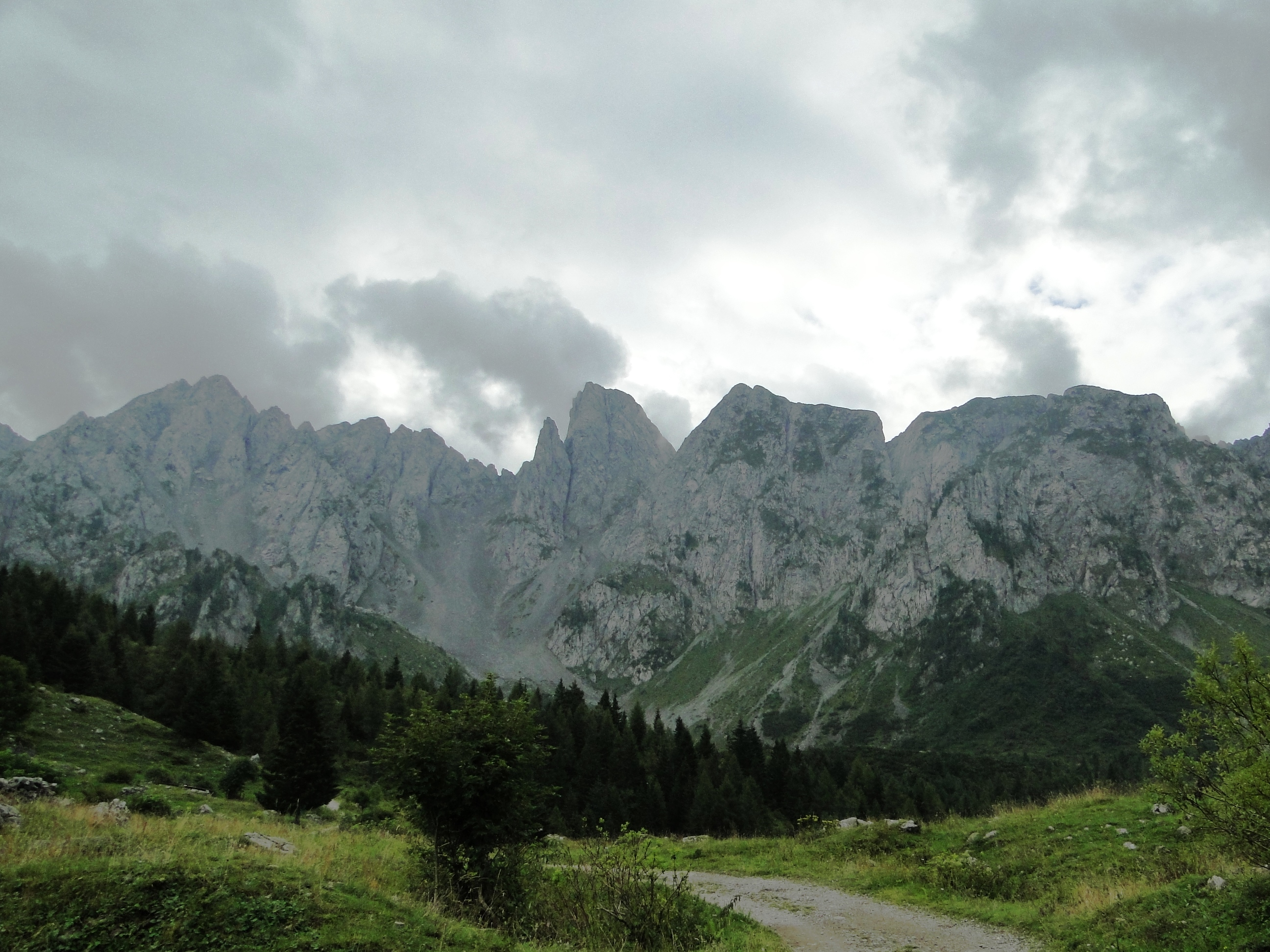
Il gruppo del Cimone della Bagozza: da sinistra Cima Mengol, Cimone della Bagozza e cima Crap

Il Cimone della Bagozza è una vetta piuttosto appariscente che si innalza tra l'alta Val di Scalve e la valle di Lozio, breve ramo laterale della Val Camonica, sulla dorsale che comprende anche il Pizzo Camino e che culmina nel gruppo montuoso della Concarena, all'estremità orientale. Il versante meridionale della montagna fa parte, dal punto di vista amministrativo, della Provincia di Brescia, mentre il versante settentrionale è interamente in Provincia di Bergamo.

### Morfologia del rilievo e note geologiche
La vetta del Cimone della Bagozza è costituita da rocce calcaree risalenti al Triassico che danno luogo a pendii ripidi e pareti verticali. La disposizione degli strati rocciosi, che non sono disposti orizzontalmente bensì inclinati, dà luogo a una certa asimmetria nella conformazione dei due versanti, quello settentrionale che domina la val di Scalve e quello meridionale, rivolto verso la valle di Lozio. A nord infatti la montagna precipita con pareti verticali, intercalate da impervi ghiaioni, che conferiscono al rilievo tipiche caratteristiche dolomitiche. A sud, i versanti sono comunque decisamente scoscesi, ma meno ripidi e parzialmente ricoperti da vegetazione erbosa.

## Alpinismo

### Itinerari di salita

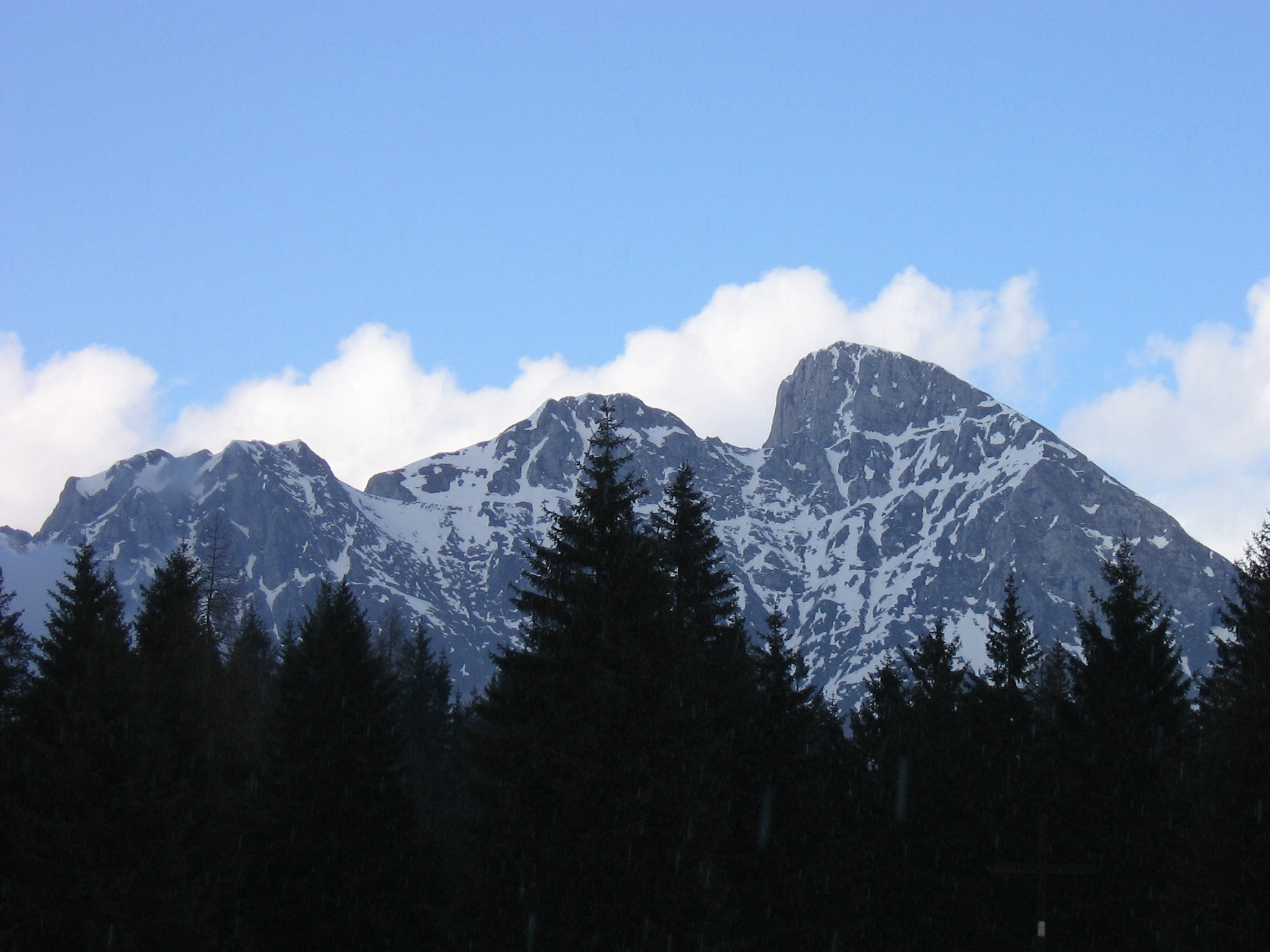
Il Cimone della Bagozza in abito primaverile, dal Colle di Mignone sopra Borno.

La via normale di salita alla vetta è alla portata di escursionisti esperti, ma solamente nella stagione estiva quando la neve non ricopre più i versanti settentrionali del monte. L'itinerario, che richiede circa 2 ore e 30 minuti, inizia alla Madonnina dei Campelli (1704 m), che a sua volta si raggiunge dal parcheggio posto sulla ex Strada Statale 294 all'altezza di Somalbosc (Cimalbosco, 1550 m) in circa 20 minuti. Dalla Madonnina si segue il segnavia 417 del CAI scendendo al laghetto dei Campelli (1680 m), che costituisce una rarirà geologica in ambiente morenico, da cui inizia la vera e propria ascensione. Si risale quindi un ripido ghiaione, per portarsi quindi al Passo delle Ortiche (2292 m), sullo spartiacque tra la Valle di Scalve e la valle di Lozio. Dal valico in pochi minuti si raggiunge la vetta, sormontata da una croce in ferro.
Per quanto concerne invece le vie con difficoltà alpinistica, sono da segnalare alcuni itinerari su roccia che riguardano la parete settentrionale. Per esempio, la Via Cassin sullo spigolo nord è piuttosto conosciuta poiché fu aperta, nel 1934, dal famoso alpinista Riccardo Cassin. La via ha difficoltà fino al VI grado (se effettuata in arrampicata libera), o A0 e V grado (se con passaggi in artificiale).

### Rifugi e bivacchi
Esistono due rifugi di supporto a quanti vogliano salire il Cimone della Bagozza o comunque avvicinarsi alle sue pareti settentrionali.
Il Rifugio Cimone della Bagozza, situato lungo la ex Strada Statale 294 circa 8 km a monte di Schilpario in località Cimalbosco (Somalbosc, 1550 m), e quindi raggiungibile in automobile. Il rifugio, di proprietà e gestione private, non è aperto tutto l'anno, i periodi di apertura vanno verificati contattando il gestore.
Il Rifugio Campione, aperto all'inizio degli anni 2010, è posto alla quota di 1947 m nelle vicinanze del Passo dei Campelli, sul versante camuno in comune di Ono San Pietro. Aperto tutti i giorni da metà giugno a metà settembre, e nei soli fine settimana nel resto dell'anno. Si raggiunge in un'ora e mezza circa di cammino seguendo la strada sterrata che, partendo dalla località Cimalbosco, supera il Passo dei Campelli.

## Altri progetti

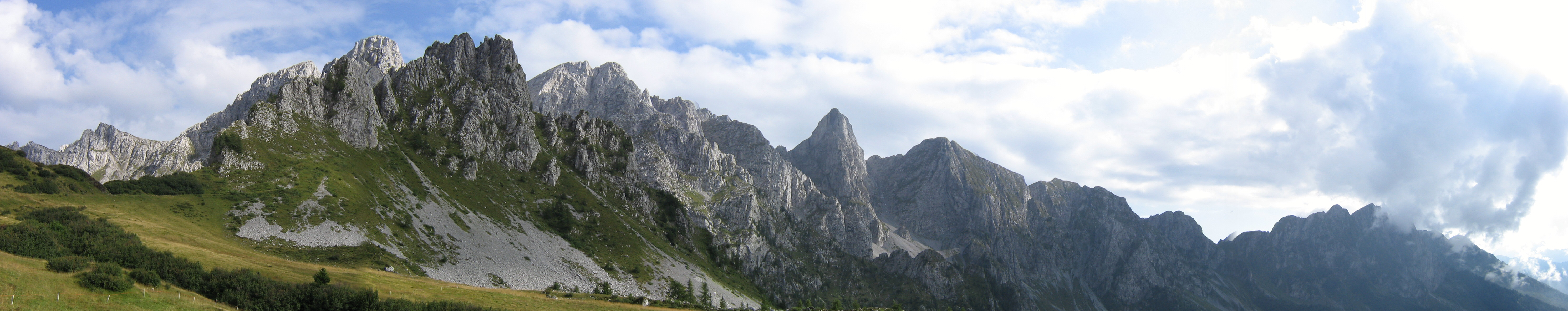
Panoramica del versante settentrionale della Concarena con il Cimone della Bagozza al centro dell'immagine.